# Andrée Clair
Andrée Clair (nom de plume de Renée Jung), née le 6 mai 1916 à Malakoff et morte le 17 mai 2009 à Dreux, est une enseignante, une ethnologue et une femme de lettres française, auteure de nombreux ouvrages pour la jeunesse et sur l'Afrique.

## Biographie
Andrée Clair grandit dans la banlieue parisienne. Son père est contrôleur aux PTT et sa mère femme au foyer. Elle poursuit des études supérieures à l'Institut d'ethnologie à la Sorbonne. Elle se spécialise sur l'Afrique subsaharienne et termine ses études par une licence ès lettres.
Elle devient ensuite critique littéraire de livres pour enfants et de livres sur l'Afrique subsaharienne, et lectrice pour la maison d'édition Présence africaine. Elle travaille aussi pour le département Afrique noire du Musée de l'Homme. Finalement, elle obtient un poste d'assistante en ethnologie à l'Institut d'études centrafricaines à Brazzaville, puis comme professeur au Tchad. Elle visite neuf pays de l'Afrique de l'Ouest et de l'Afrique équatoriale, avec divers emplois en tant qu'enseignante.
Militante communiste, elle est rapatriée d'office en 1949 pour avoir contribué au développement du mouvement syndical africain.
Elle écrit de nombreux ouvrages se déroulant en Afrique ou inspirés par l'Afrique, et destinés aux enfants,. Elle publie également des poèmes et des livres plus spécialisés. Elle tisse un lien particulier avec le Niger. Boubou Hama, président de longue date de l'Assemblée nationale du Niger et poète, est co-auteur de plusieurs de ses livres,.
Elle retourne en Afrique après les indépendances et, de 1961 à 1974, devient la conseillère culturelle auprès du président Hamani Diori. Elle participe à des conférences sur le Niger et l'Afrique subsaharienne, ainsi que sur l'enfance et la jeunesse et publie dans plusieurs magazines des articles sur ces thèmes. Lorsque Hamani Diori est renversé par un coup d'État militaire en 1974, elle est contrainte de rentrer en France, à Paris puis à Dreux où elle prend sa retraite.

### Principales œuvres pour enfants
- Moudaïna ou Deux enfants au cœur de l’Afrique, Bourrelier, Paris, 1952.
- Bemba, Bourrelier, Paris 1955.
- Le Mur gris de toutes les couleurs, Bourrelier, Paris, 1955.
- Eau ficelée et Ficelle de fumée. Contes recueillis au Tchad et au Cameroun par l’auteur, éditions La Farandole, Paris, 1957.
- Aminatou, éditions La Farandole, Paris, 1959.
- Tchinda. La petite sœur de Moudaïna, Bourrelier, Paris, 1959.
- Bakari, enfant du Mali, Présence africaine, Paris, 1959.
- Dijé, éditions La Farandole, Paris, 1961.
- Rejoignons Moudaïna !, Bourrelier, Paris, 1961.
- Les Découvertes d’Alkassoum, éditions La Farandole, Paris, 1964.
- La Babiroussa... et les autres (poèmes), Istra, Paris, 1965.
- Nicole au quinzième étage, éditions La Farandole, Paris, 1969 (illustrations, Bernadette Després).
- Nicole et l’Ascenseur, éditions La Farandole, Paris, 1971 (illustrations, Bernadette Desprès).
- L’Aventure d’Albarka (avec Boubou Hama), éditions Julliard, Paris, 1972.
- Issilim, Bourrelier, Paris, 1972.
- La Savane enchantée (avec Boubou Hama), éditions La Farandole, Paris, 1972.
- Farfelettis. Comptines, L'École des loisirs, Paris, 1973.
- Nicole dans le grand pré, éditions La Farandole, Paris, 1973.
- Le Baobab merveilleux (avec Boubou Hama), éditions La Farandole, Paris, 1974.
- Kangourourimes. Comptines, L'École des loisirs, Paris, 1974.
- Kangué izé (avec Boubou Hama), éditions La Farandole, Paris, 1974.
- Safia et le Fleuve, éditions La Farandole, Paris, 1974.
- Les Deux Étoiles. Un conte, Dessain et Tolra, Paris, 1975.
- Escargotiques. Comptines, L'École des loisirs, Paris, 1975.
- Founya-le-vaurien (avec Boubou Hama), éditions G.P., Paris, 1975.
- Marc et Nathalie. La Chatte verte, éditions Nathan, Paris, 1976.
- Marc et Nathalie. Quelques grains de poivre, éditions Nathan, Paris, 1976.
- Marc et Nathalie. À la neige, éditions Nathan, Paris, 1976.
- Marc et Nathalie. Les Quatre inconnus, éditions Nathan, Paris, 1976.
- Nicole ne voit plus rien, éditions La Farandole, Paris, 1975.
- Nicole et Djamila, éditions La Farandole, Paris, 1976.
- Safia et le Puits, éditions La Farandole, Paris, 1976.
- Safia et le Jardin, éditions La Farandole, Paris, 1976.
- Les Fameuses Histoires du village de Tibbo (avec Boubou Hama), éditions La Farandole, Paris, 1977.
- Nicole et l’étoile de mer, éditions La Farandole, Paris, 1978.
- L’Amour d’Aïssatou, Duculot, Paris, 1979.
- Galzé et Soun, le sorcier. Conte du Nord-Cameroun, éditions La Farandole, Paris, 1980.
- Un, deux, trois, éditions La Farandole, Paris, 1980.
- Les Vélodingues (poèmes), éditions La Farandole, Paris, 1982.
- Le Petit Lièvre, l’Éléphant et le Chameau (avec Boubou Hama), Kaléidoscope, Paris, 1992.

### Autres publications (extrait)
- « Pourquoi et pour qui j'écris ? », Enfance, t. 9, no 3,‎ 1956, p. 75-78 (DOI 10.3406/enfan.1956.1525, lire en ligne).
- Le Niger. Pays à découvrir, Hachette, Paris, 1965.
- Le Fabuleux Empire du Mali, Présence africaine, Paris, 1959.
- Le Niger indépendant, fraternité, travail, progrès, A.T.E.O.S, Paris, 1966.
- L’Afrique (avec Claude Bourdet, Jean Suret-Canale et Boubou Hama, préface de Léopold Sédar Senghor), éditions du Burin, Paris, 1973.
- Niger, fleuve du Sahel, Messidor, Paris, 1982.